# DongHai 10
DongHai 10 (DH-10) ist ein chinesischer Standard-Marschflugkörper, der etwa 2007 in Dienst gestellt wurde. Der Flugkörper der „zweiten Generation“ kann mit einem einzelnen konventionellen (HE) oder nuklearen Gefechtskopf ausgestattet werden und soll eine Reichweite von etwa 2400 km haben. Er fliegt sein Ziel mit einer Kombination von Trägheitsnavigationssystem und Beidou (Satellitennavigation) an und folgt dabei sehr tief der Geländekontur. Der Streukreisradius (CEP) soll bei rund 10 m liegen
DH-10 sind bisher bei den Landstreitkräften und (luftgestützte Variante CJ-10K b) auf Xian-H-6-Bomber) Luftstreitkräften eingeführt. Nun gibt es offenbar Hinweise, dass der DH-10 auch in einer Marineversion für den Einsatz von Überwasserschiffen geplant ist. Im Gegensatz zum US-Tomahawk soll aber – zumindest bei den bisherigen Varianten – kein Start aus einem Standard-Senkrechtstartsystem möglich sein. Das bedeutet, dass der DH-10 bei seiner Einrüstung auf einem Kriegsschiff eigene Startkanister benötigt. Standardmäßig dürften dies acht Flugkörper sein. Dies begünstigt zum einen die Nachrüstung bereits in Dienst befindlicher Schiffe, würde bei diesen dann aber wahrscheinlich zu Lasten bereits vorhandener Seeziel-FK-Starter gehen.